# Mururoa
Mururoa je atol v souostroví Tuamotu v Tichém oceánu. Atol je součástí francouzského zámořského společenství (COM – collectivité d'outre-mer), známého jako Francouzské Polynésie.

## Pokusné jaderné výbuchy

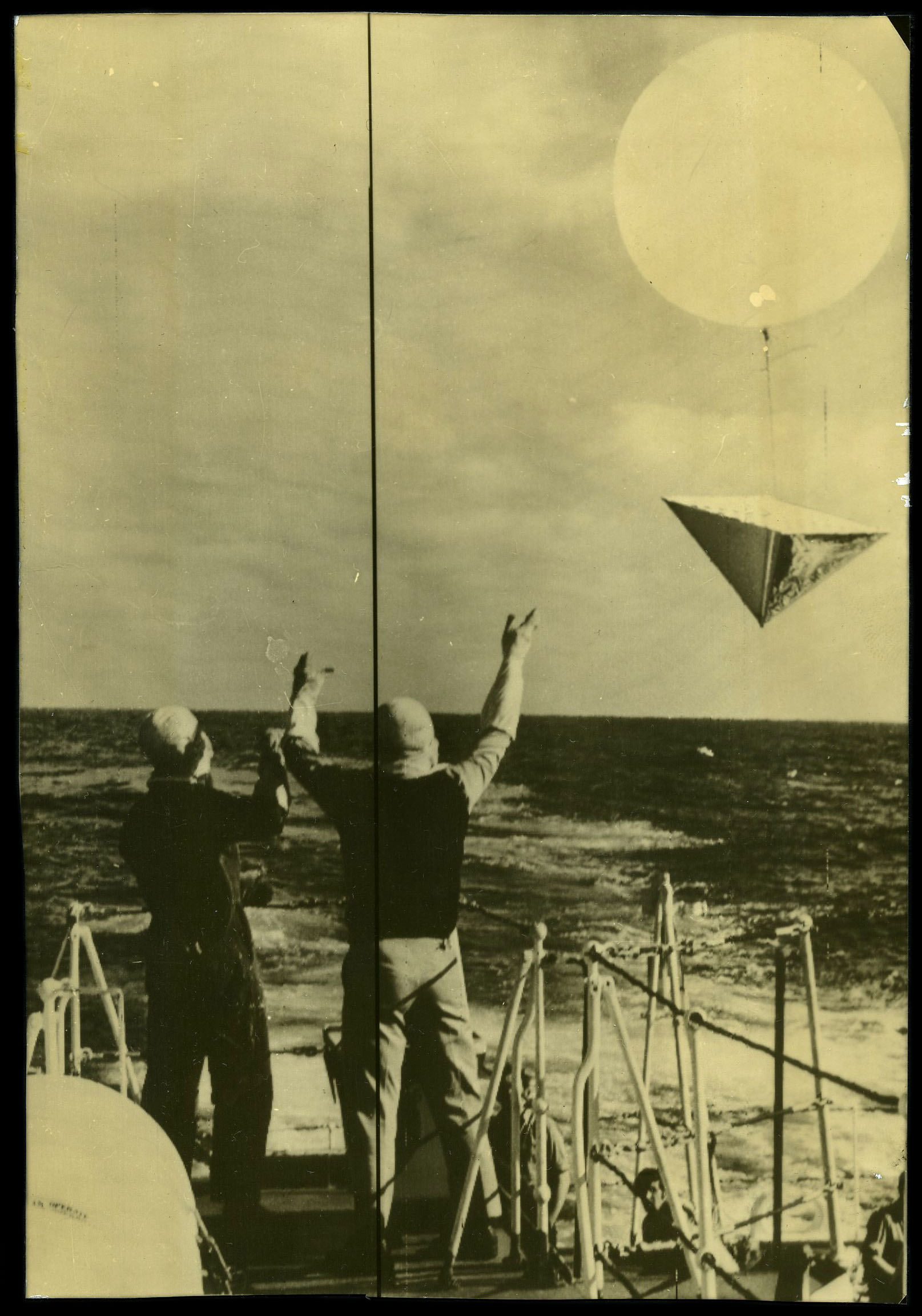
Snímek z paluby fregaty HMNZS Otago, vyslané v roce 1973 novozélansdskou vládou za účelem sledování průběhu jaderných testů na atolu Mururoa

Do širšího povědomí se dostal zejména spolu s nedalekým atolem Fangataufa jako francouzská střelnice, na které byly prováděny pokusné jaderné výbuchy francouzských atomových bomb. Francie zde v letech 1966 až 1996 prováděla atomové výbuchy, které vyvolaly vlnu odporu jak v samotné Polynésii, tak na celém světě. 
Celkem se během těchto třiceti let na atolech Mururoa a Fangataufa uskutečnilo 175 francouzských jaderných testů. Radioaktivní spad z těchto testů byl zaznamenán až v Peru a na Novém Zélandu.

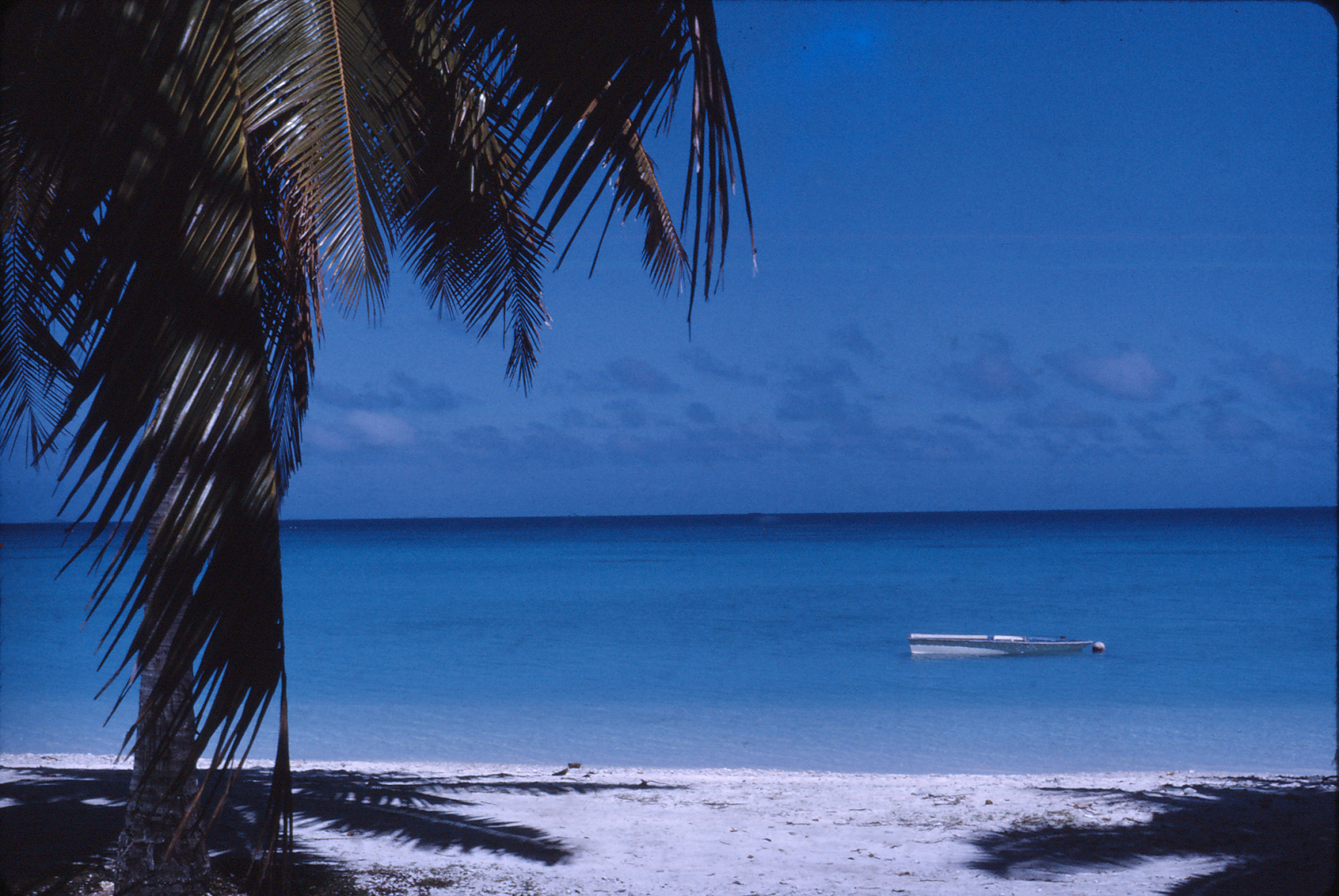
Laguna atolu Moruroa

Francie své testování atomových zbraní přesunula poté, co bývalá severoafrická kolonie Alžírsko vyhlásila samostatnost. Francie odmítla v roce 1963 dohodu o zákazu atmosférických pokusných výbuchů jaderných zbraní. Nukleární exploze v atmosféře otevřeně kritizoval např. laureát Nobelovy ceny míru Albert Schweitzer a odsoudila je v červnu 1972 i historicky první konference OSN o životním prostředí.
Ve stejném roce zahájila protesty proti atomovým pokusům na Muruoa čerstvě vzniklá organizace Greenpeace. Nový Zéland a Austrálie vznesly obvinění proti Francii u mezinárodního soudu v Haagu pro omezování svobody navigace, letectví a výzkumu. V listopadu 1973 ohlásila Francie na jednání Valného shromáždění OSN ukončení jaderných výbuchů v atmosféře.

## Postižení obyvatel v okolí
Studie francouzských vědců ukázala, že v okolí se zvýšil výskyt rakoviny štítné žlázy. Výzkum založený na 239 případech rakoviny v oblasti probíhal tři roky a ukázal, že asi desetina případů rakoviny štítné žlázy je přímo způsobeno jadernými testy.